# Bouligny
Pour les articles homonymes, voir Bouligny (homonymie).
Bouligny est une commune française située dans le département de la Meuse, en région Grand Est.
Ses habitants sont appelés les Boulinéens.
Elle est aussi l'une des communes de Meuse faisant partie de la Communauté de communes Cœur du Pays-Haut.

## Géographie

### Situation
Bouligny se trouve dans une petite vallée arrosée par le ruisseau de la Noue, affluent de l'Othain, et sur l'ancienne voie ferrée reliant Dommary-Baroncourt à Audun-le-Roman.

#### Communes limitrophes
| Avillers           | Piennes     | Piennes     |
| Dommary-Baroncourt | Bouligny    | Joudreville |
| Dommary-Baroncourt | Joudreville | Joudreville |

### Hydrographie

#### Réseau hydrographique
La commune est dans le bassin versant de la Meuse au sein du bassin Rhin-Meuse. Elle est drainée par le ruisseau de Maxière, le ruisseau de la Noue et le ruisseau du Dehoury,.

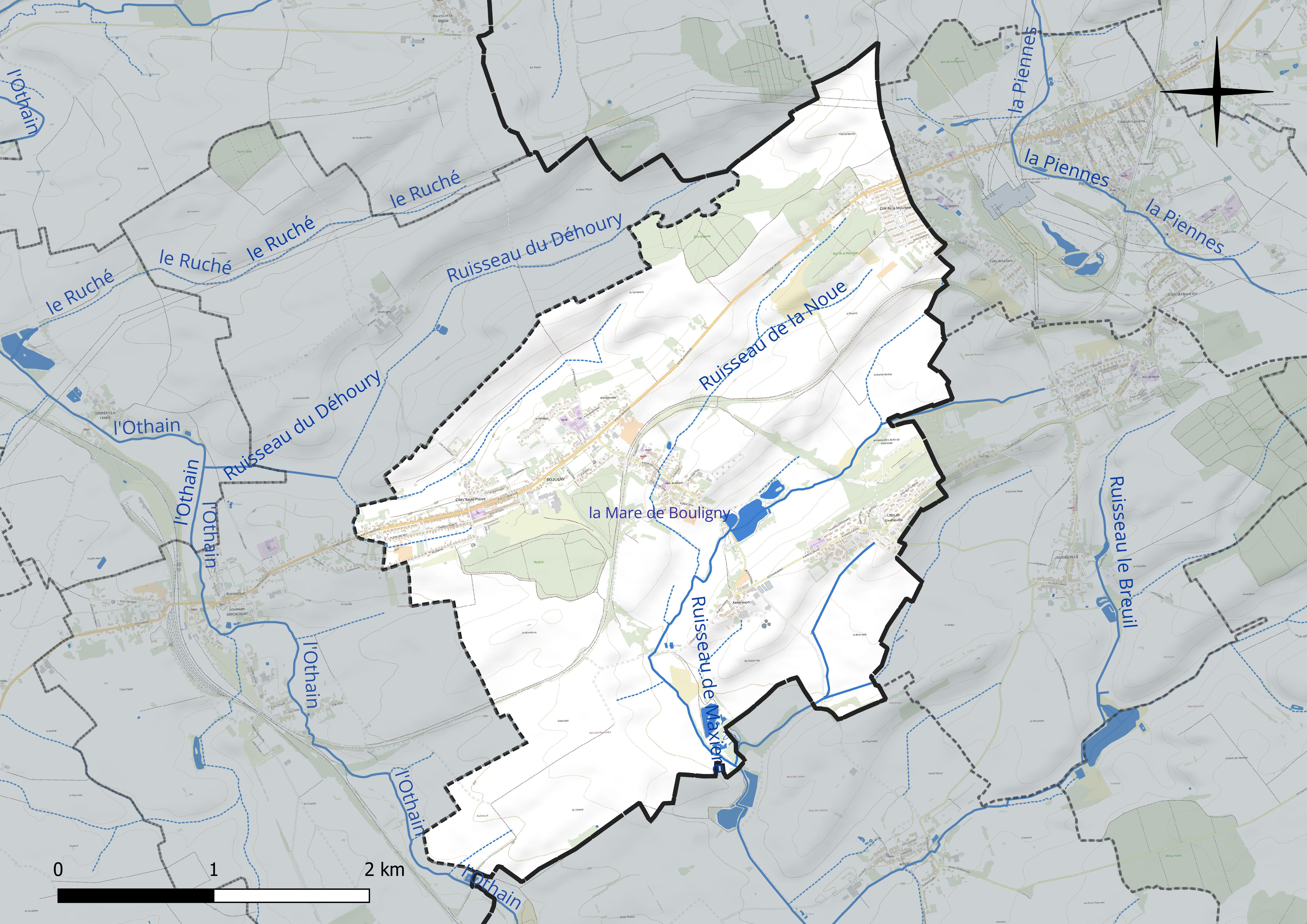
Réseau hydrographique de Bouligny.

Un plan d'eau complète le réseau hydrographique : la mare de Bouligny (0,7 ha),.

#### Gestion et qualité des eaux
Le territoire communal est couvert par le schéma d'aménagement et de gestion des eaux (SAGE) « Bassin ferrifère ». Ce document de planification concerne le périmètre des anciennes galeries des mines de fer, des aquifères et des bassins versants hydrographiques associés qui s’étend sur 2 418 km2. Les bassins versants concernés sont celui de la Chiers en amont de la confluence avec l'Othain, et ses affluents (la Crusnes, la Pienne, l'Othain), celui de l'Orne et ses affluents et celui de la Fensch, le Veymerange, la Kiesel et les parties françaises du bassin versant de l'Alzette et de ses affluents (Kaylbach, ruisseau de Volmerange). Il a été approuvé le 27 mars 2015. La structure porteuse de l'élaboration et de la mise en œuvre est la région Grand Est. 
La qualité des cours d’eau peut être consultée sur un site dédié géré par les agences de l’eau et l’Agence française pour la biodiversité. 

### Climat
Pour des articles plus généraux, voir Climat du Grand Est et Climat de la Meuse.
En 2010, le climat de la commune est de type climat de montagne, selon une étude du Centre national de la recherche scientifique s'appuyant sur une série de données couvrant la période 1971-2000. En 2020, Météo-France publie une typologie des climats de la France métropolitaine dans laquelle la commune est dans une zone de transition entre le climat océanique altéré et le climat océanique altéré et est dans la région climatique  Lorraine, plateau de Langres, Morvan, caractérisée par un hiver rude (1,5 °C), des vents modérés et des brouillards fréquents en automne et hiver. 
Pour la période 1971-2000, la température annuelle moyenne est de 9,6 °C, avec une amplitude thermique annuelle de 16,4 °C. Le cumul annuel moyen de précipitations est de 892 mm, avec 13,1 jours de précipitations en janvier et 9,3 jours en juillet. Pour la période 1991-2020, la température moyenne annuelle observée sur la station météorologique de Météo-France la plus proche, « Rouvres-en-woevre », sur la commune de Rouvres-en-Woëvre à 9 km à vol d'oiseau, est de 10,8 °C et le cumul annuel moyen de précipitations est de 668,3 mm. 
La température maximale relevée sur cette station est de 40,2 °C, atteinte le 24 juillet 2019 ; la température minimale est de −15,4 °C, atteinte le 7 février 2012,,. 
Les paramètres climatiques de la commune ont été estimés pour le milieu du siècle (2041-2070) selon différents scénarios d'émission de gaz à effet de serre à partir des nouvelles projections climatiques de référence DRIAS-2020. Ils sont consultables sur un site dédié publié par Météo-France en novembre 2022.

## Urbanisme

### Typologie
Au 1er janvier 2024, Bouligny est catégorisée bourg rural, selon la nouvelle grille communale de densité à sept niveaux définie par l'Insee en 2022.
Elle appartient à l'unité urbaine de Bouligny, une agglomération intra-départementale regroupant deux  communes, dont elle est ville-centre,,. La commune est en outre hors attraction des villes,.

### Occupation des sols
L'occupation des sols de la commune, telle qu'elle ressort de la base de données européenne d’occupation biophysique des sols Corine Land Cover (CLC), est marquée par l'importance des territoires agricoles (79,5 % en 2018), en augmentation par rapport à 1990 (78,6 %). La répartition détaillée en 2018 est la suivante : 
terres arables (59,9 %), prairies (18,3 %), zones urbanisées (12,7 %), forêts (7,7 %), zones agricoles hétérogènes (1,3 %). L'évolution de l’occupation des sols de la commune et de ses infrastructures peut être observée sur les différentes représentations cartographiques du territoire : la carte de Cassini (XVIIIe siècle), la carte d'état-major (1820-1866) et les cartes ou photos aériennes de l'IGN pour la période actuelle (1950 à aujourd'hui).

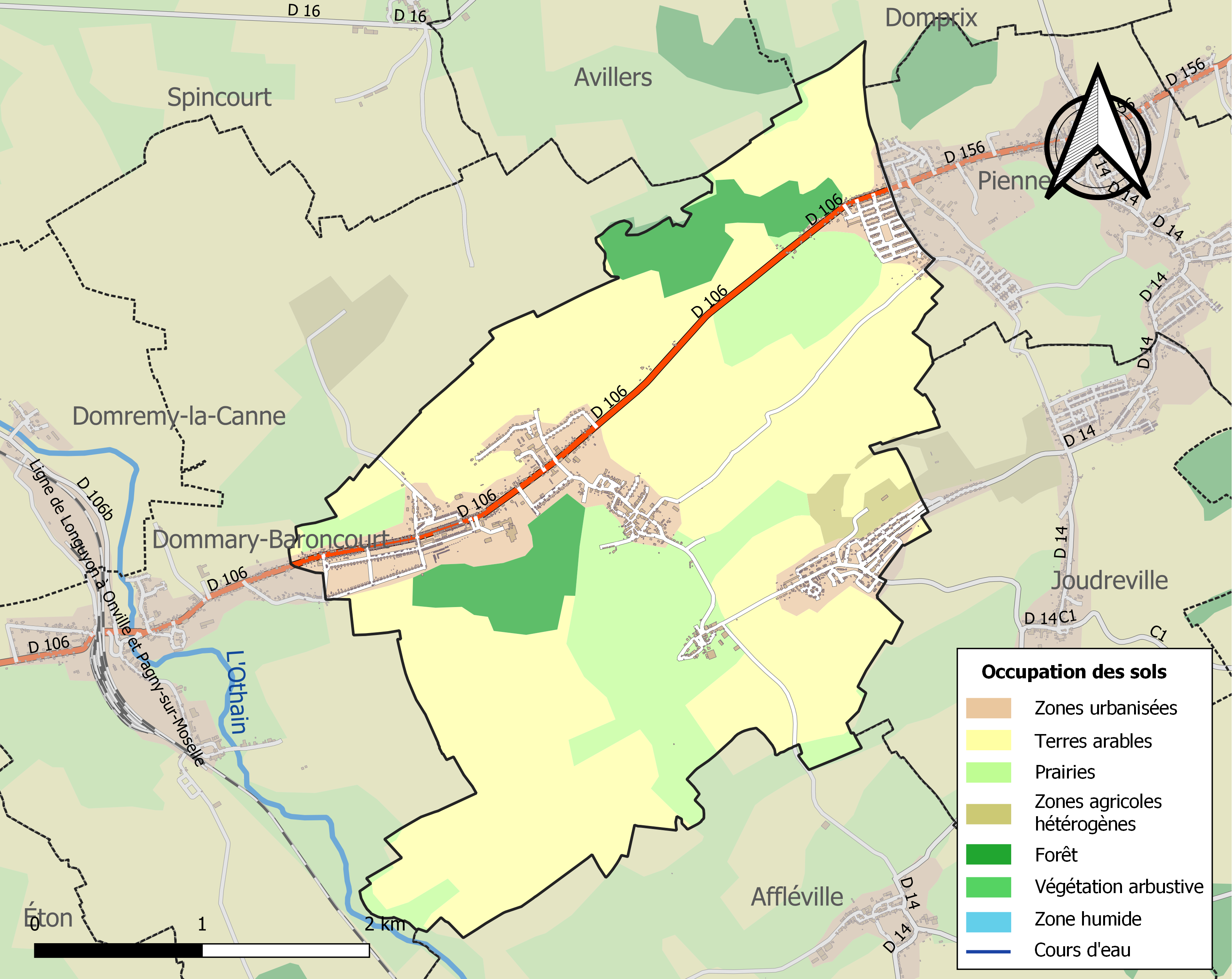
Carte des infrastructures et de l'occupation des sols de la commune en 2018 (CLC).

## Toponymie
Anciennes mentions : Bulinium, Bullinium (XIIIe et XIVe siècles) ; Boligny (1520) ; Bouilligny (1613 et 1615) ; Boulligni (1633) ; Boulignie (1640) ; Buligny (1656) ; Boulligny (1674).

## Histoire

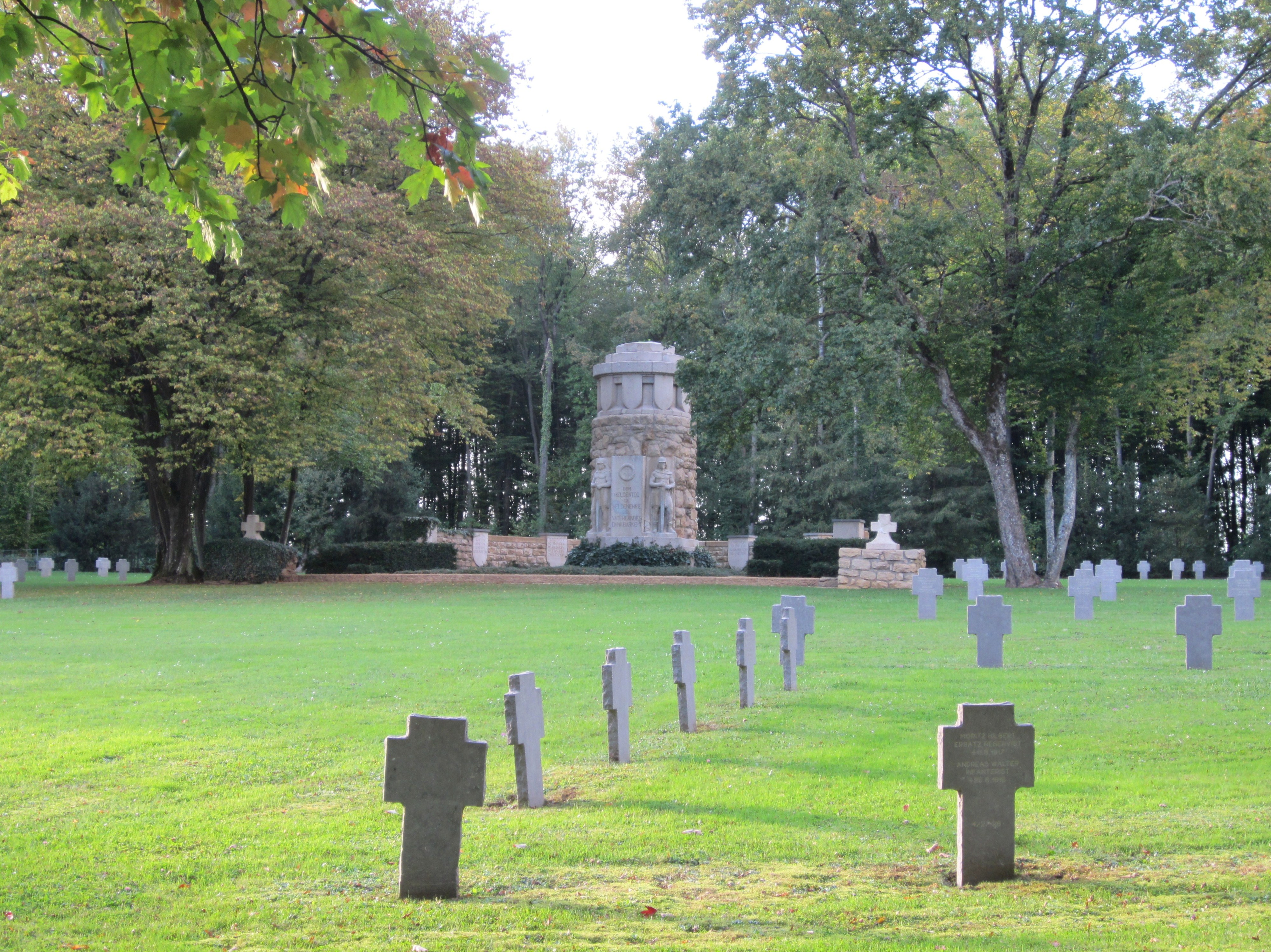
Cimetière militaire allemand (1914-1918).

Le village fut affranchi en 1508 en même temps qu'Amermont, village dépendant de l'office de Norroy-le-Sec. Les deux localités formaient alors une seule communauté.
En 1790, Bouligny est inclus dans le canton de Gouraincourt et le district d'Étain. En 1801, ce sera le canton de Spincourt, arrondissement de Montmédy.
Pendant le XIXe et au début du XXe siècle, Bouligny se développe grâce à l'activité minière. Il y a eu plus de 5 000 habitants au plus fort de cette activité.
Mise en service en 1907, l'ancienne gare de Bouligny ferme dans les années 1980 (les trains de voyageurs n'y circulaient plus depuis 1939). Depuis 1991, elle accueille la bibliothèque municipale Émile Zola

## Politique et administration

### Liste des maires
| Période                                  | Période      | Identité                                     | Étiquette | Qualité                                                                              |
| ---------------------------------------- | ------------ | -------------------------------------------- | --------- | ------------------------------------------------------------------------------------ |
| Les données manquantes sont à compléter. |              |                                              |           |                                                                                      |
| mars 1959                                | juin 1995    | Daniel Mayer (1927-2008)                     | PCF       | Conseiller général du canton de Spincourt (1967-1998) Instituteur, directeur d'école |
| juin 1995                                | 30 mars 2014 | Éric Bernardi                                | PCF       |                                                                                      |
| 30 mars 2014                             | mars 2018    | Myriam Kintzinger                            | PS        |                                                                                      |
| 24 mars 2018                             | En cours     | Éric Bernardi Réélu pour le mandat 2020-2026 | PCF       |                                                                                      |

## Population et société

### Démographie
L'évolution du nombre d'habitants est connue à travers les recensements de la population effectués dans la commune depuis 1793. Pour les communes de moins de 10 000 habitants, une enquête de recensement portant sur toute la population est réalisée tous les cinq ans, les populations de référence des années intermédiaires étant quant à elles estimées par interpolation ou extrapolation. Pour la commune, le premier recensement exhaustif entrant dans le cadre du nouveau dispositif a été réalisé en 2004.

En 2022, la commune comptait 2 428 habitants, en évolution de −6,79 % par rapport à 2016 (Meuse : −4,4 %, France hors Mayotte : +2,11 %).
| 1793 | 1800 | 1806 | 1821 | 1831 | 1836 | 1841 | 1846 | 1851 |
| ---- | ---- | ---- | ---- | ---- | ---- | ---- | ---- | ---- |
| 450  | 439  | 437  | 394  | 408  | 422  | 410  | 418  | 415  |

| 1856 | 1861 | 1866 | 1872 | 1876 | 1881 | 1886 | 1891 | 1896 |
| ---- | ---- | ---- | ---- | ---- | ---- | ---- | ---- | ---- |
| 390  | 358  | 374  | 359  | 374  | 361  | 365  | 331  | 324  |

| 1901 | 1906 | 1911  | 1921  | 1926  | 1931  | 1936  | 1946  | 1954  |
| ---- | ---- | ----- | ----- | ----- | ----- | ----- | ----- | ----- |
| 318  | 774  | 2 660 | 2 479 | 4 768 | 5 533 | 5 404 | 4 816 | 5 005 |

| 1962  | 1968  | 1975  | 1982  | 1990  | 1999  | 2004  | 2006  | 2009  |
| ----- | ----- | ----- | ----- | ----- | ----- | ----- | ----- | ----- |
| 5 374 | 4 647 | 4 022 | 3 575 | 2 951 | 2 813 | 2 764 | 2 750 | 2 709 |

| 2014  | 2019  | 2022  | - | - | - | - | - | - |
| ----- | ----- | ----- | - | - | - | - | - | - |
| 2 612 | 2 464 | 2 428 | - | - | - | - | - | - |

## Économie
Cette commune a longtemps vécu sur l'activité minière.

## Culture locale et patrimoine

### Lieux et monuments

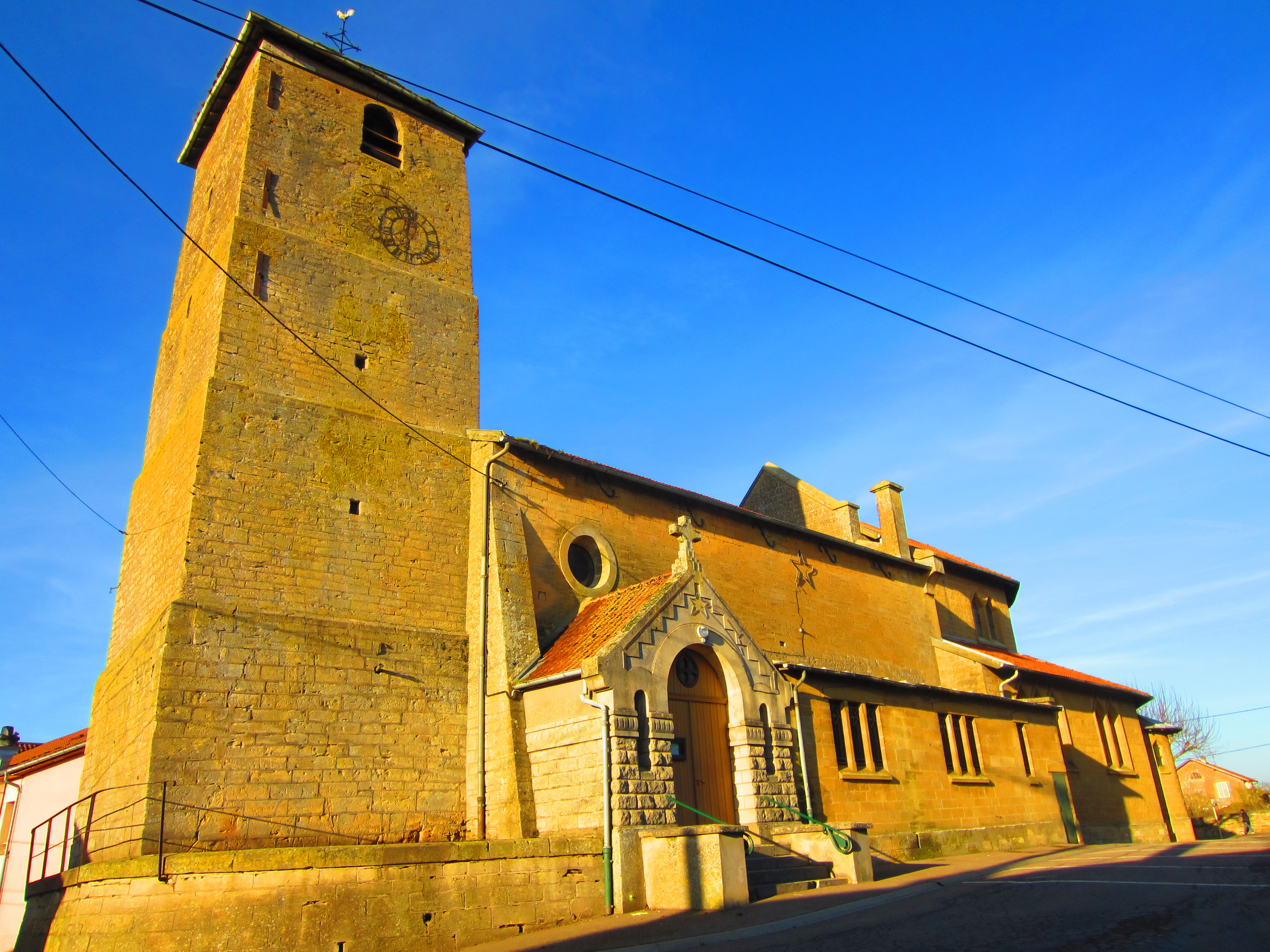
Église Sainte-Pétronille.

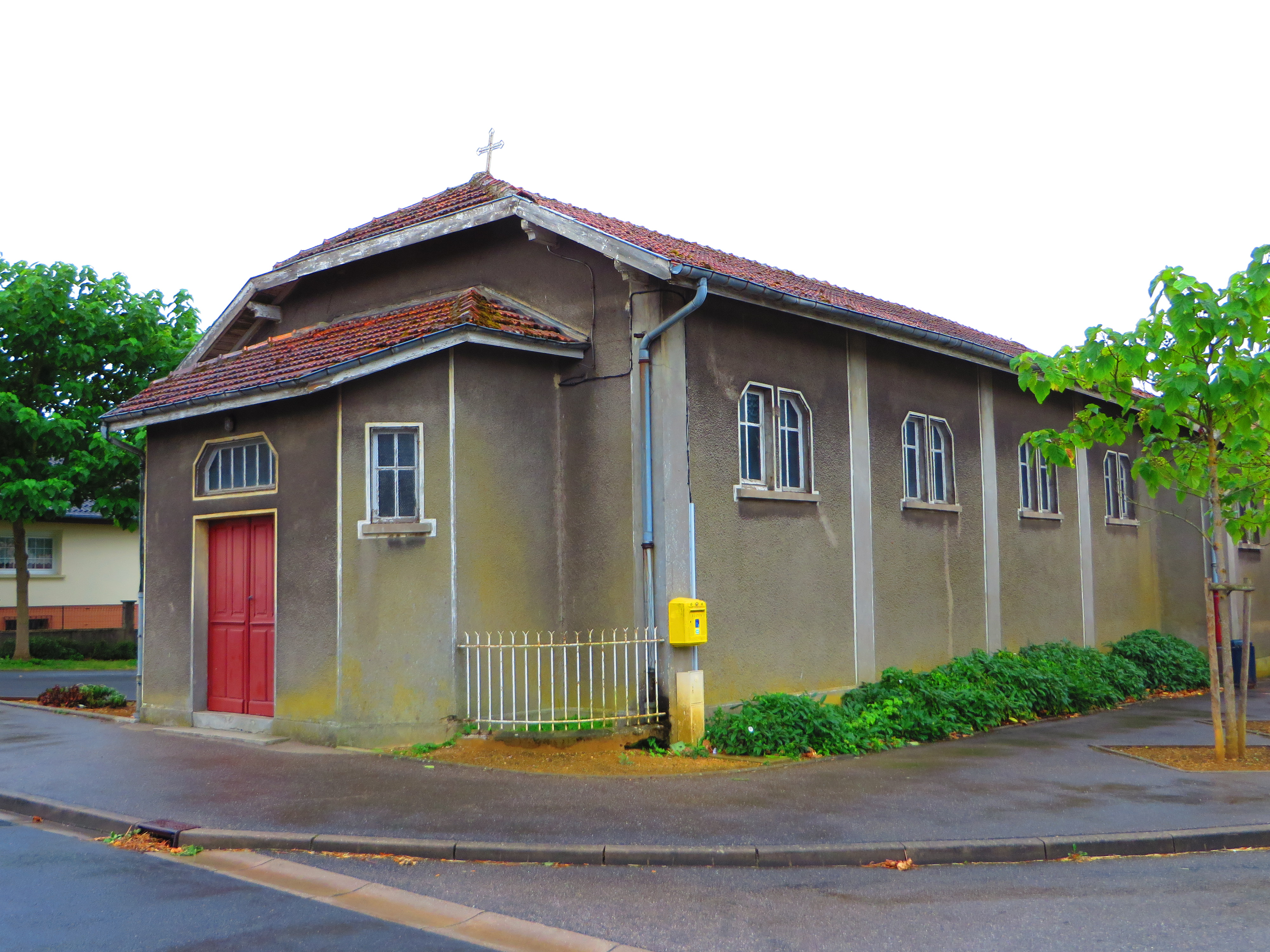
La chapelle Sainte-Jeanne-d'Arc à la Mourière.

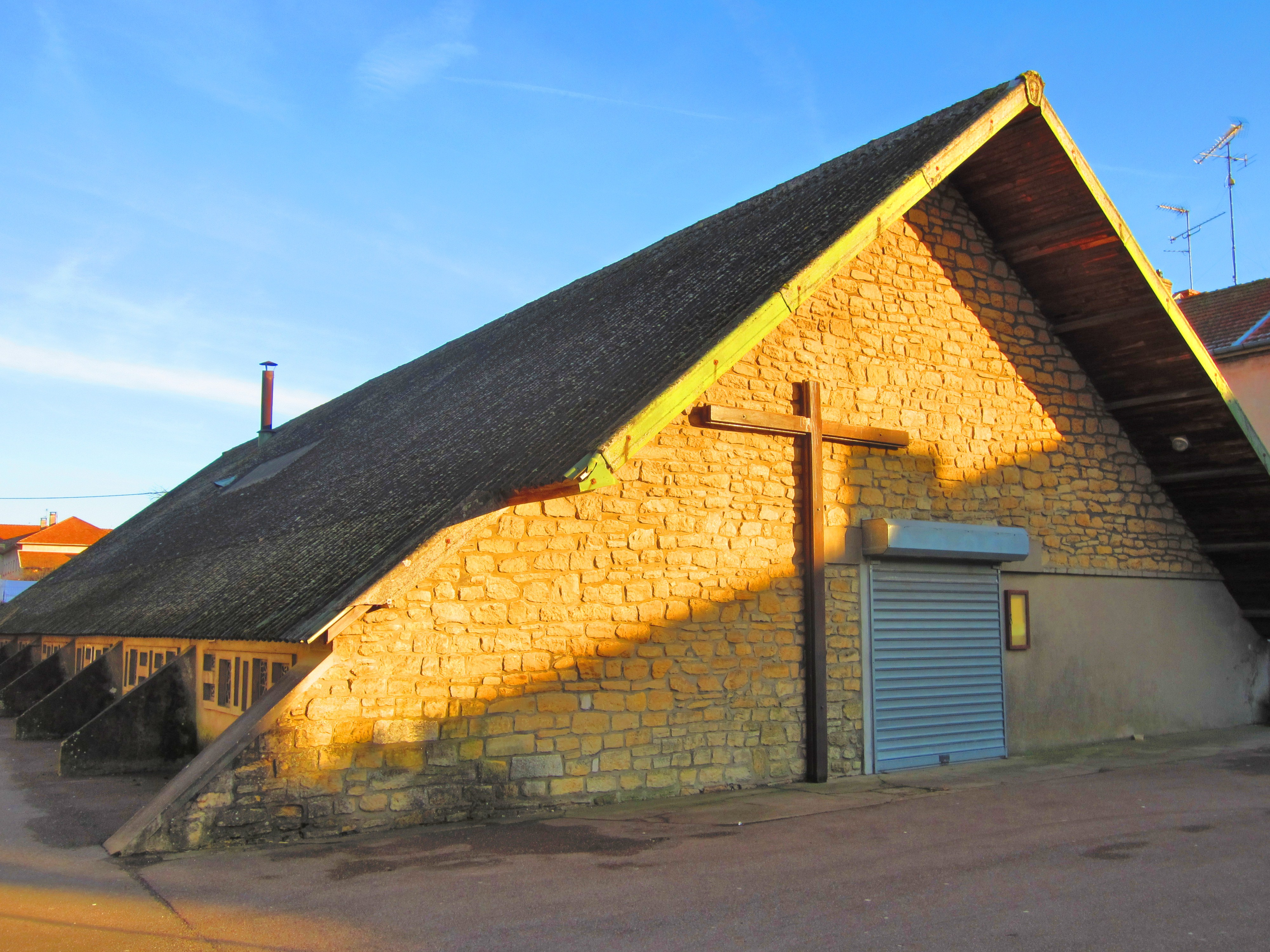
Chapelle Sainte-Barbe.

- Église Sainte-Pétronille XVIIe siècle.
- Chapelle Sainte-Jeanne-d'Arc à la Mourière XXe siècle.
- Chapelle Sainte-Barbe quartier Saint-Pierre XXe siècle.
- Cimetière militaire allemand : 1 439 Allemands (1914-1918).
- L'hôtel de ville, construit en 1925.
- Quartier Saint-Pierre.

### Personnalités liées à la commune
- Édouard Dermit (1925-1995), peintre et acteur, légataire universel de Jean Cocteau, ancien mineur à Bouligny.
- Hervé Revelli (1946-), footballeur professionnel.
- Antoine Kuszowski (1947-), footballeur professionnel.
- Serge Dellamore (1950-), footballeur professionnel.
- André Tota (1950-), footballeur professionnel.
- Maurad Drif (1972-), animateur radio.
- Joris Delle (1990-), footballeur professionnel.

### Héraldique
| Blason | Blasonnement : Parti d'azur (blason de Longwy) à deux bars adossés d'or cantonnés de quatre croisettes recroisetées au pied fiché du même, et de gueules à deux saumons d'argent, une croix de Lorraine d'or brochant sur le tout, au chef d'argent à trois coquilles de sable Commentaires : les bars et les croisettes indiquent que Bouligny faisait partie du Barrois. Les saumons indiquent que Ferry de Blâmont fut seigneur du lieu. Enfin les coquilles évoquent la famille d’ancienne chevalerie, du nom de Bouligny, qui portait d'azur à la bande d'argent chargée de trois coquilles de sable. |